# Jacqueline Genton
Jacqueline Genton (Losanna, 14 novembre 1931 – Ginevra, 9 gennaio 2015) è stata una modella svizzera, vincitrice del titolo di Miss Europa 1951.

## Biografia
Figlia di padre svizzero e madre italiana, Jacqueline Genton cresce nella cittadina di La Tour-de-Peilz, nel Canton Vaud. Jacqueline Genton inizia a lavorare come modella nei primi anni cinquanta tra Ginevra e Losanna. Nel 1951, partecipa e vince ai concorsi di Miss Svizzera e Miss Europa. In seguito la modella ha continuato a lavorare sulle passerelle. Ha avuto due figli: uno nel 1955, ed uno nel 1965 dal secondo marito. Dopo il suo pensionamento nel 1980, si è trasferisce a Ginevra.